# Heinrich Detering
Heinrich Detering (* 1. listopadu 1959 Neumünster) je německý literární teoretik, překladatel a lyrický básník. Přeložil díla Hanse Christiana Andersena a Henrika Wergelanda. Od roku 2005 působí na univerzitě v Göttingenu.

## Životopis
Studium gymnázia ve městě Lemgo v Severním Porýní-Vestfálsku ukončil v roce 1978 maturitou. Následujícího roku začal studovat germanistiku, evangelickou teologii, nordistiku a filozofii na univerzitách v Göttingenu, Heidelbergu a v Odense. Studia zakončil v roce 1988 doktorátem na Univerzitě Georga Augusta v Göttingenu. Na této škole pak nadále působil jako asistent germanisty Albrechta Schöneho. V roce 1993 zde byl jmenován docentem.

## Publikace
- Grundzüge der Literaturwissenschaft, 1999, spolu s Heinzem Ludwigem Arnoldem, ISBN 3-423-30171-6